# Ulle Schauws

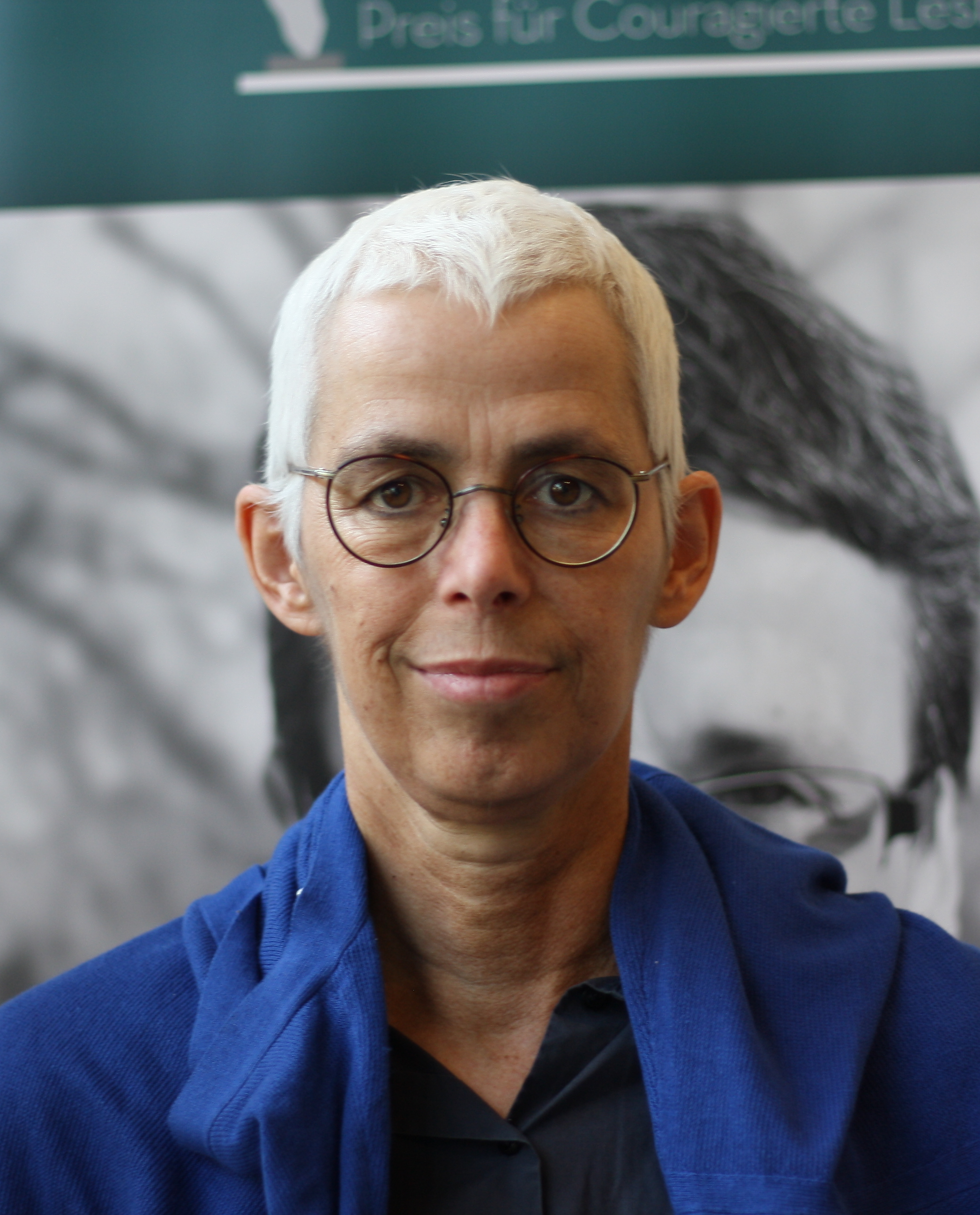
Ulle Schauws, 2024

Ulle Schauws (eigentlich Ursula Schauws, * 30. April 1966 in Hüls) ist eine deutsche Politikerin (Bündnis 90/Die Grünen). Seit 2013 ist sie Mitglied des Deutschen Bundestags.

## Leben
Schauws wuchs auf einem Bauernhof in Krefelder Stadtteil Hüls auf. Ihr Vater saß für die CDU im Stadtrat.
Nach ihrem Abitur arbeitete und reiste Schauws zunächst, schloss dann mit einem Studium der Film- und Fernsehwissenschaften, Politikwissenschaft und Neuerer Geschichte in Berlin, Bochum und Glasgow an. Das Studium beendete sie 1994 mit einem Magistra Artium. Nach ihrem Studium war sie als Redakteurin und Dramaturgin bei einer Filmagentur tätig. Später arbeitete sie für einen Bildungsträger für sozialpolitische Studien in Brühl. Sie war ab 2004 beim SOS-Kinderdorf Niederrhein in der Beratung von Arbeitslosen beschäftigt.
Schauws wohnt in Krefeld. Nach erfolgter Behandlung gab Schauws im August 2024 bekannt, dass sie an Brustkrebs erkrankt sei.

## Politische Tätigkeit
Schauws trat 2002 der Partei Bündnis 90/Die Grünen bei. Bis 2009 war sie Kommunalpolitikerin in Krefeld, als Bezirksvertreterin für Krefeld-Süd und als sachkundige Bürgerin im Sozial- und im Kulturausschuss des Stadtrates. Anschließend wurde sie Fraktionsgeschäftsführerin der Grünen im Stadtrat.
Am 22. September 2013 gelang ihr bei der Bundestagswahl 2013 der Einzug in den Bundestag über einen Listenplatz der Grünen. In der 18. Wahlperiode des Deutschen Bundestags war sie frauen- und kulturpolitische Sprecherin der Grünen Bundestagsfraktion, Obfrau im Ausschuss für Kultur und Medien und ordentliches Mitglied in den Ausschüssen für Kultur und Medien sowie Familie, Senioren, Frauen und Jugend. Des Weiteren war sie Schriftführerin im Deutschen Bundestag.
Zur Bundestagswahl 2017 kandidierte sie auf Platz 11 der Landesliste von Bündnis 90/Die Grünen und erneut als Direktkandidatin im Bundestagswahlkreis Krefeld II – Wesel II.  Über die nordrhein-westfälische Landesliste von Bündnis 90/Die Grünen zog Schauws erneut in den Deutschen Bundestag ein. In der 19. Wahlperiode ist sie frauen- und queerpolitische Sprecherin der Grünen Bundestagsfraktion, Stellvertretende Ausschussvorsitzende und Obfrau im Ausschuss für Familie, Senioren, Frauen und Jugend sowie stellvertretendes Mitglied im Ausschuss für Recht und Verbraucherschutz.
Auch zur Bundestagswahl 2021 trat Schauws auf der Landesliste von Bündnis 90/Die Grünen in Nordrhein-Westfalen und im Bundestagswahlkreis Krefeld II – Wesel II an. Sie wurde über Platz 9 der Landesliste in den 20. Deutschen Bundestag gewählt. Für die Bundestagsfraktion Bündnis 90/Die Grünen ist sie Sprecherin für die Themen Familie, Senioren, Frauen und Jugend und leitet die entsprechende Arbeitsgruppe. Im Bundestag gehört sie als ordentliches Mitglied dem Familienausschuss und der Kommission zur Reform des Wahlrechts und zur Modernisierung der Parlamentsarbeit sowie als stellvertretendes Mitglied dem Unterausschuss Globale Gesundheit und dem Ausschuss für wirtschaftliche Zusammenarbeit und Entwicklung an.
Zudem ist Schauws stellvertretende Vorsitzende der Parlamentariergruppe Südliches Afrika.
Am 14. November 2024 brachten 236 Abgeordnete, darunter Bundeskanzler Olaf Scholz, einen von Ulle Schauws und Carmen Wegge initiierten Entwurf in den Bundestag ein, der fordert, die Regelung zum mit Einwilligung der Schwangeren vorgenommenen Schwangerschaftsabbruch vom StGB in das SchKG zu verschieben und dabei zu verändern: Der Schwangerschaftsabbruch soll in den ersten 12 Wochen als rechtmäßig (nicht mehr nur straffrei) gelten und deshalb von der GKV finanziert werden (bei kriminologischer Indikation soll die Frist auf 15 Wochen verlängert werden), die dreitägige Bedenkzeit nach der weiter vorgeschriebenen Schwangerschaftskonfliktberatung soll für Abbrüche innerhalb der ersten 12 Wochen abgeschafft werden (§ 12 SchKG-Entwurf). Die Schwangere soll stets straffrei bleiben (also auch bei für andere Beteiligte strafbar bleibenden rechtswidrigen Spätabbrüchen; § 14 Absatz 4 SchKG-Entwurf).
Nach der Bundestagswahl 2025 zog sie über die Landesliste in den 21. Deutschen Bundestag wieder ein.